# Jacques-Désiré Périatambée
Jacques-Désiré Périatambée (Curepipe, Mauricijus, 15. listopada 1975.) je mauricijski umirovljeni nogometaš i bivši nacionalni reprezentativac. Prije Bastije, igrač je nastupao u mnogim francuskim klubovima u raznim ligama.

## Vanjske poveznice
- Jacques-Désiré Périatambée (en.Wiki)
- Jacques-Désiré Périatambée (fr.Wiki)